# Offshore Technology Conference
De Offshore Technology Conference (OTC) is een beurs met conferenties en tentoonstellingen die op verschillende plekken in de wereld wordt gehouden. De OTC is gericht op de uitwisseling van technische kennis voor de ontwikkeling van offshore-energiebronnen, voornamelijk olie en aardgas. De opbrengsten van de evenementen worden gebruikt om via de sponsororganisaties opnieuw te investeren in de olie- en gasindustrie.
De OTC is het evenement in 1969 gestart in Houston, Texas, waar het jaarlijks wordt gehouden. Het breidde uit naar andere plekken op de wereld, namelijk Rio de Janeiro (in 2011, 2013 en 2017) en  Kuala Lumpur (2014, 2016, 2018 en 2024), en verder nog in diverse landen waar Arctische OTC's (Noordpoolgebied) worden gehouden (in 2011, 2012, 2014, 2015, 2016 en 2018).
OTC wordt gesponsord door brancheorganisaties die elk jaar samenwerken om het technische programma te ontwikkelen. Dit zijn met name de American Association of Petroleum Geologists, het American Institute of Chemical Engineers, de American Society of Civil Engineers, het American Society of Mechanical Engineers, het International Petroleum Technology Institute, het Institute of Electrical and Electronics Engineers, de Marine Technology Society, de Society of Exploration Geophysicists, de Society for Mining, Metallurgy, and Exploration, de Society of Naval Architects and Marine Engineers, de Society of Petroleum Engineers en de Minerals, Metals and Materials Society.